# Alba Cid
Alba Cid Fernández, nacida en Orense el 10 de marzo de 1989, es una poeta y escritora gallega.

## Trayectoria
Alba Cid estudió Filología Gallega en la Universidad de Santiago de Composteladonde realizó su tesis doctoral y empezó a ejercer su docencia.
Fue reconocida desde muy joven con diversos galardones literarios, entre los cuales están el 43 Concurso Nacional de Redacción Coca Cola (2003), el Rosalía de Castro de Cornellà (2006, 2008), el Minerva (2007), el Ourense de Cuentos para la Juventud (2010) o el Juventud Crea (2013, 2016), entre otros. El 20 de octubre de 2020 fue galardonada con el Premio Nacional de Poesía Joven Miguel Hernández por su obra Atlas que, a juicio del jurado, constituye «una reflexión sobre cómo la literatura elabora mapas de la realidad y sobre el valor moral que puede tener la literatura como problematización del mundo».
Publicó textos en diversos libros colectivos, como Poética da casa (2006), 6 poemas 6. Homenaxe a Federico García Lorca (2015) ou Librosconversos (2016), y en las revistas Dorna (de cuyo consejo de redacción forma parte), Raigame, Algália, Grial y Luzes.
Mantuvo diversos espacios en la red, como el cuaderno de viaje paxaros que foron príncipes otomanos o su cuenta de Instagram, además de colaborar en diversas publicaciones digitales, como Noir Magazine.

## Obra

### Obras colectivas
- Poética da Casa, 2006, Consellería de Vivenda e Solo.
- 6 poemas 6. Homenaxe a Federico García Lorca, 2015, Biblos Clube de Lectores.
- Librosconversos, 2016, LibrosGalegos.gal.
- No seu despregar, 2016, Apiario.